# Jusef Erabi
Jusef Erabi, född 8 juni 2003, är en svensk fotbollsspelare som spelar för Hammarby IF.

## Klubblagskarriär
Jusef Erabis moderklubb är Rågsveds IF, där han började spela som åttaåring. Då familjen ofta flyttade i barndomen hann han även med att representera Stuvsta IF och Älvsjö AIK innan han som tolvåring anslöt till Hammarby IF. Efter två säsonger i Hammarby IF bytte Erabi till nystartade IF Stockholms Fotbollsakademi innan han återvände till Hammarby IF som 16-åring inför säsongen 2020.
Tillbaka i Hammarby IF kombinerade Erabi med spel i U19- och U17-allsvenskan med en utlåning till samarbetsklubben IK Frej i Ettan Norra, där han stod för två mål på sju framträdanden. Utlåningen följdes upp av att Erabi debuterade för Hammarby IF den 3 februari 2021. I årets första träningsmatch, mot Akropolis IF, fick han direkt chansen från start. Han gjorde då även sitt första A-lagsmål.
Den 20 juli 2021 kom tävlingsdebuten, då Erabi gjorde ett kort inhopp i 3-1-segern mot Maribor i kvalet till Conference League. En knapp månad därpå, den 15 augusti 2021, debuterade han i Allsvenskan för Hammarby IF i 0-2-förlusten mot IF Elfsborg.
Säsongerna 2021 och 2022 kombinerade Jusef Erabi spel i Hammarby IF med matchande i farmarlaget Hammarby TFF i Ettan Norra. I augusti 2022 förlängde han sitt kontrakt i Hammarby fram över säsongen 2024.
Under säsongen 2023 spelade Erabi sammanlagt 23 matcher, varav 13 från start, och gjorde 7 mål. Han var en av tre nominerade till Allsvenskans "årets unga spelare" och utsågs till Hammarbys "årets spelare" 2023 på herrsidan. I december 2023 förlängde han sitt kontrakt i Hammarby fram över säsongen 2026.

## Landslagskarriär
Jusef Erabi har representerat Sveriges U19-landslag. 
Landslagsdebuten skedde i en 0-3-förlust mot Finland den 4 september 2021.  Han medverkade därefter i kvalet till U19-EM 2022, där han spelade i fem av sex matcher när Sverige misslyckades att nå slutspelet.

## Statistik
| Klubb              | Säsong             | Liga               | Liga    | Liga | Nationell cup | Nationell cup | Internationell cup | Internationell cup | Totalt  | Totalt |
| Klubb              | Säsong             | Division           | Matcher | Mål  | Matcher       | Mål           | Matcher            | Mål                | Matcher | Mål    |
| ------------------ | ------------------ | ------------------ | ------- | ---- | ------------- | ------------- | ------------------ | ------------------ | ------- | ------ |
| Hammarby IF        | 2020               | Allsvenskan        | 0       | 0    | 0             | 0             | —                  | —                  | 0       | 0      |
| Hammarby IF        | 2021               | Allsvenskan        | 2       | 0    | 0             | 0             | 2                  | 0                  | 4       | 0      |
| Hammarby IF        | 2022               | Allsvenskan        | 7       | 0    | 5             | 0             | —                  | —                  | 12      | 0      |
| Hammarby IF        | 2023               | Allsvenskan        | 23      | 7    | 5             | 4             | 2                  | 1                  | 30      | 12     |
| Hammarby IF        | 2024               | Allsvenskan        | 23      | 8    | 4             | 3             | —                  | —                  | 27      | 11     |
| Hammarby IF        | 2025               | Allsvenskan        | 0       | 0    | 4             | 1             | 0                  | 0                  | 4       | 1      |
| Hammarby IF        | Totalt             | Totalt             | 55      | 15   | 18            | 8             | 4                  | 1                  | 77      | 24     |
| IK Frej (lån)      | 2020               | Ettan Norra        | 7       | 2    | 0             | 0             | —                  | —                  | 7       | 2      |
| Hammarby TFF (lån) | 2021               | Ettan Norra        | 21      | 5    | 0             | 0             | —                  | —                  | 21      | 5      |
| Hammarby TFF (lån) | 2022               | Ettan Norra        | 25      | 11   | 0             | 0             | —                  | —                  | 25      | 11     |
| Hammarby TFF (lån) | Totalt             | Totalt             | 46      | 16   | 0             | 0             | —                  | —                  | 46      | 16     |
| Totalt i karriären | Totalt i karriären | Totalt i karriären | 108     | 33   | 18            | 8             | 4                  | 1                  | 130     | 42     |

## Personligt
Jusef Erabis föräldrar kommer från Afghanistan och flydde till Sverige på 1990-talet, där Jusef föddes.
Hans pappa, Wahid Erabi, är före detta landslagsman för Afghanistan.